# Torpacarus magnus
Torpacarus magnus är en kvalsterart som beskrevs av Wallwork 1962. Torpacarus magnus ingår i släktet Torpacarus och familjen Lohmanniidae. Inga underarter finns listade i Catalogue of Life.